# Der letzte Sommertag
Der letzte Sommertag ist ein polnischer Spielfilm aus dem Jahre 1958.

## Handlung
Ein einsamer Ostseestrand. Eine Frau badet in der Sonne. Ein junger Mann beobachtet sie. Niemand sonst hält sich an diesem Strand auf. Die Idylle wird nur durch überfliegende Kampfflugzeuge gestört. Sie ist ein paar Jahre älter als der junge Mann und fühlt sich von ihm gestört. Als der junge Mann ins offene Meer hinaus läuft und aus der Ferne nicht mehr zu sehen ist, springt sie ins Wasser und rettet ihn. Der junge Mann hatte vergessen, dass er nicht schwimmen kann. Langsam kommen sie sich jetzt näher. Sie grillen gemeinsam Fisch, schützen sich vor einem kurzen Regenschauer. Nach einem Kuss folgt ein Schnitt. In der nächsten Szene liegen sie beieinander. Sie schläft ein und er verlässt sie. Als sie aufwacht und feststellt, dass er verschwunden ist, sucht sie ihn am Strand. Sie geht ins Wasser und verschwindet in den Fluten.

## Hintergrund
Der Film ist ein in Schwarz-Weiß gedrehter Experimentalfilm, der fast wie ein Stummfilm wirkt. Die jungen Menschen sind noch geprägt von den Erinnerungen an den Krieg und scheinen sich noch nicht im neuen kommunistischen Polen zurechtzufinden. Die immer wieder über den Strand hinwegfliegenden Militärflugzeuge erwecken die Erinnerung an den Zweiten Weltkrieg und der einsame Strand symbolisiert den Frieden.
Der Film wurde von einer Gruppe von Freunden mit einer alten Reporterkamera realisiert. Insgesamt gab es nur fünf Filmteammitarbeiter. Der Film gilt als erster polnischer Autorenfilm.

## Kritiken
- Kabeleins.de (Filmlexikon): Das Regiedebüt des polnischen Schriftstellers Konwicki besitzt in seiner konsequenten Kargheit – er spielt nur am Strand – viel gleichnishafte Poesie und einen Blick für die Subtilität der menschlichen Begegnung.